# Lâu đài ở Chobienia

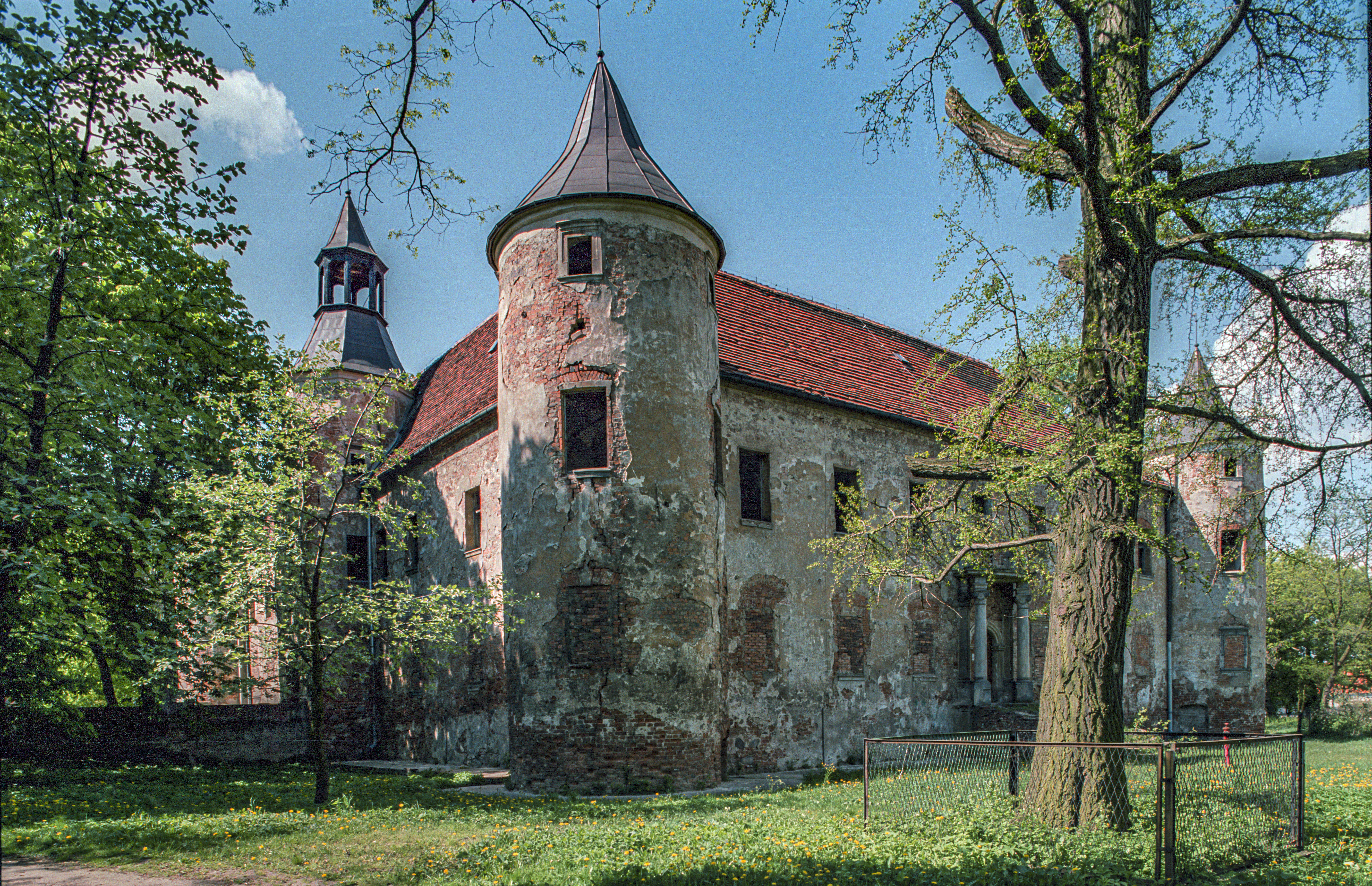
Lâu đài ở Chobienia (2020)

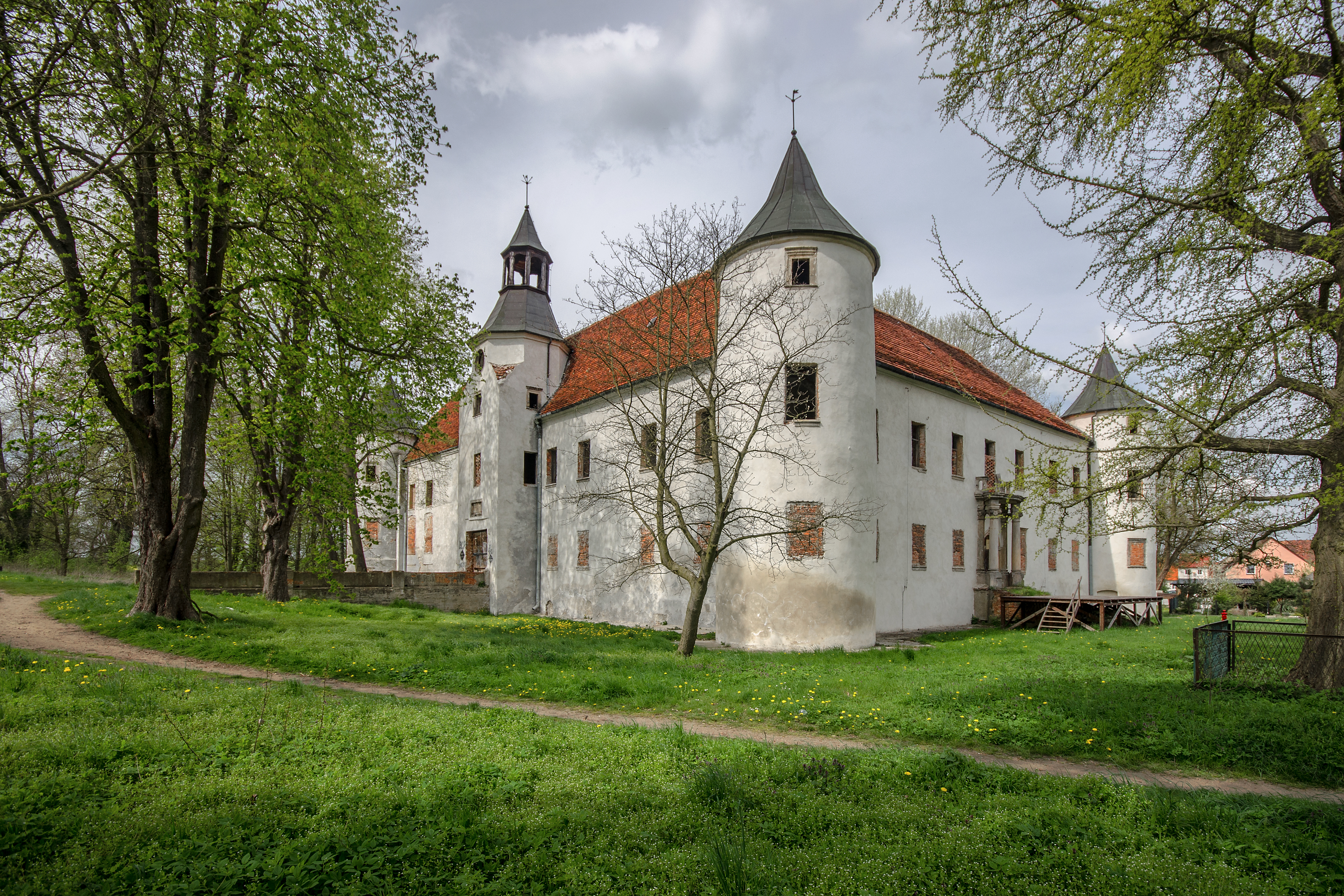
Bốn toà tháp - Lâu đài ở Chobienia (2014)

Lâu đài ở Chobienia (tiếng Ba Lan: Zamek w Chobieni) là một lâu đài có từ thế kỷ 14 ở làng Chobienia, huyện Lubiński, tỉnh Dolnośląskie, Ba Lan. Công trình kiến trúc này có tên trong danh sách di tích.
Hiện nay, lâu đài đang dần được tu bổ và du khách chỉ có thể tham quan công viên xung quanh lâu đài.

## Lịch sử
| Mốc lịch sử   | Mô tả                                                                                |
| ------------- | ------------------------------------------------------------------------------------ |
| Thế kỷ 14     | Một công trình phòng thủ bằng gạch mang phong cách Gothic được xây dựng.             |
| Thế kỷ 16     | Chủ sở hữu lúc bấy giờ - Georg von Kottwitz xây dựng lại một lâu đài thời Phục hưng. |
| Đầu thế kỷ 17 | Lâu đài được mở rộng và hiện đại hóa.                                                |
| Thế kỷ 18     | Lâu đài được mở rộng và hiện đại hóa.                                                |
| Năm 1905      | Lâu đài được mở rộng và hiện đại hóa.                                                |
| Năm 1945      | Lâu đài bị tàn phá trong Thế Chiến thứ hai.                                          |

## Kiến trúc
Lâu đài hai tầng được xây dựng trên một mặt phẳng hình chữ nhật. Xung quanh lâu đài có một công viên. Một tòa tháp hình chữ nhật nằm ở phía Tây và ba tháp hình trụ còn lại được đặt ở các góc. Các hầm ở khu vực Tây-Bắc là phần lâu đời nhất. Nội thất và ngoại thất mang đậm phong cách thời Phục hưng - Baroque, chẳng hạn như cổng, các cửa sổ bằng đá và những họa tiết trang trí bằng vữa.

## Ảnh

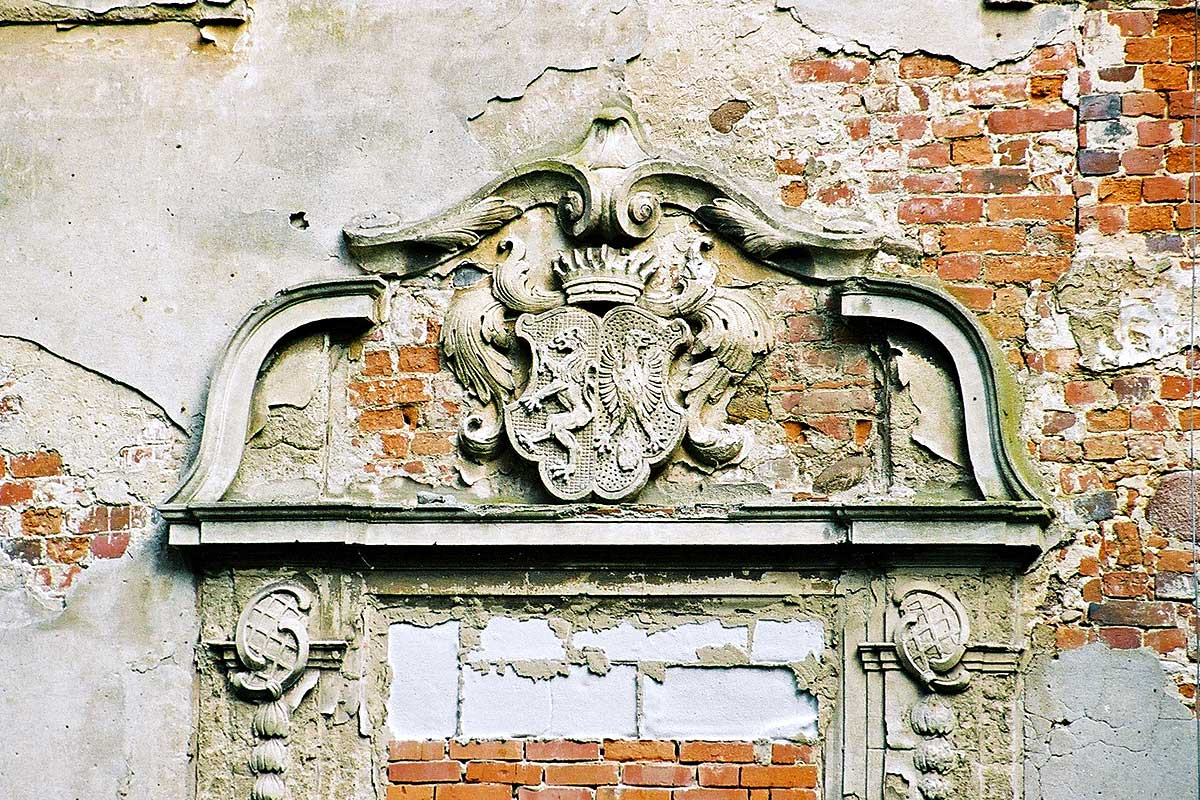
Huy hiệu phía trên lối vào
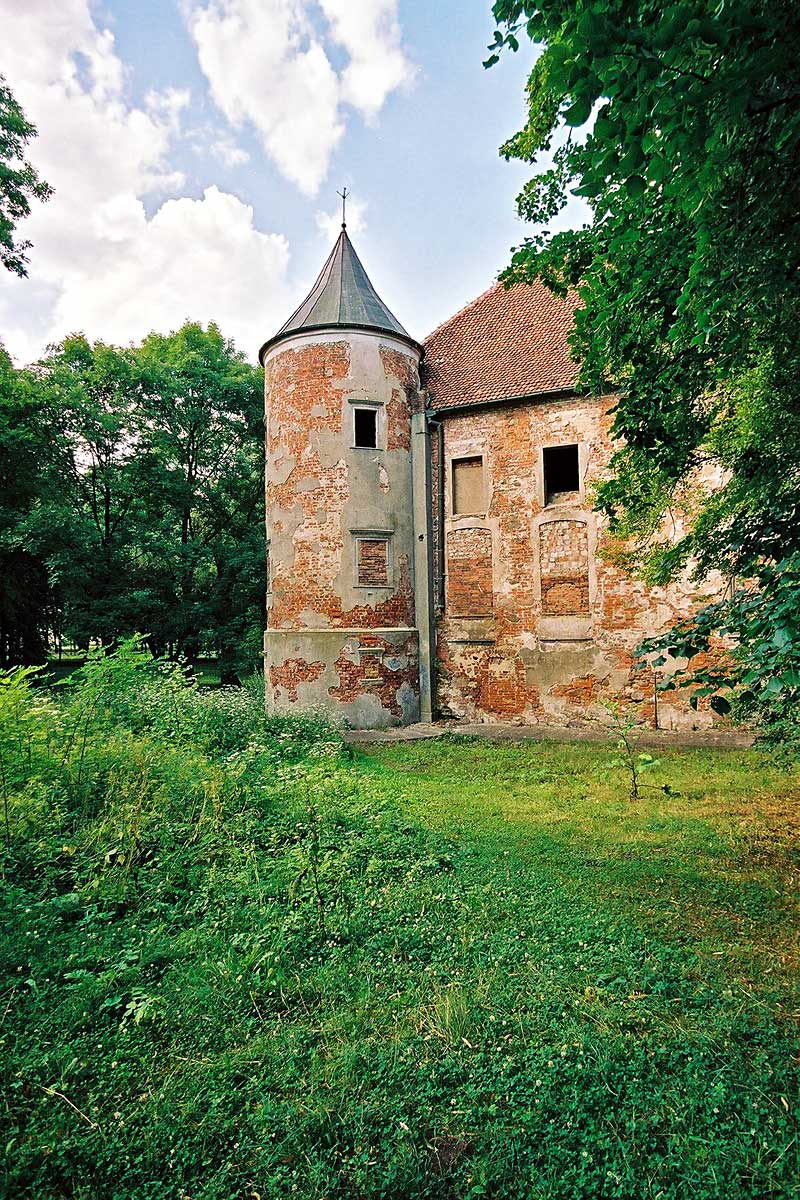
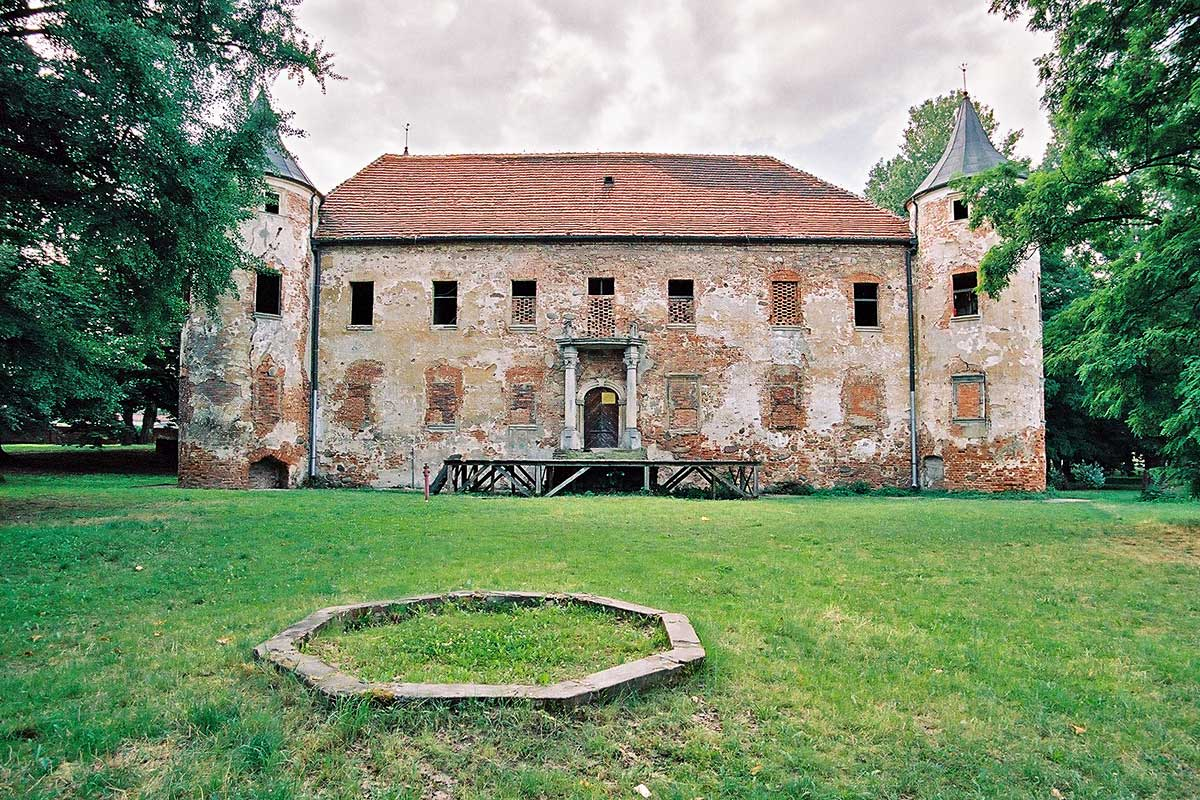